# ドイム
ドイム(duim)とはオランダ固有の長さの単位で2.57393636センチメートルに相当するが、地域によってかなり誤差がある。中世時代にインチと同じく男性の親指の幅に由来する身体尺として制定されたものであるが、メートル法の一般化に伴い1センチメートルと同じ意味として使われるようになった。
日本語では「拇」という文字を当てていた。
オランダでは1800年代まで使用されており、日本でも蘭学の単位として江戸時代から使用されていた。幕末には12ドイム臼砲などオランダからの輸入火砲がドイム単位で製造されている。日本で国産化された弥助砲（十二斤綫臼砲）もドイム単位で製造されている。ただし、幕末にオランダから日本に伝わったドイムの単位は実態としてはメートル法の1センチメートルとほぼ同じ長さになっており、オランダ本国でもこの当時はすでにメートル法主流に切り替わっていた。そのため、幕末の日本では1ドイム=1センチメートルと定義されている。
オランダでは1870年に廃止されている。